# Байрамов, Доврангельды Карьягдыевич
Доврангельды Карьягдыевич Байрамов (туркм. Döwrangeldi Garýagdyýewiç Baýramow) — туркменский государственный деятель.

## Биография
- Заместитель министра национальной безопасности Туркменистана (? — 30.08.2011).
- Председатель Государственной миграционной службы Туркменистана (30.08.2011 — 04.08.2015).
- Председатель Государственной таможенной службы (04.08.2015 — 01.03.2016)[2][3]
- Министр национальной безопасности Туркменистана (01.03.2016 — 13.06.2018)[4][5]

13 июня 2018 года уволен «за серьёзные недостатки, допущенные в работе», и понижен в воинском звании с полковника до майора. Переведён в паспортный отдел МВД Туркменистана.
Летом 2021 года приговорен к 12 годам заключения.

## Награды и звания
- Медаль «Watan öňündäki birkemsiz harby gullugy üçin» III степени (20.10.2014)
- Медаль «Mälikguly Berdimuhamedow» (27.10.2017)[9]

### Воинские звания
- майор (2011)
- подполковник (2012)
- полковник (03.04.2013)
- подполковник (16.01.2014)[10]
- полковник (05.03.2015)
- майор (13.06.2018)[6][7][8]

## Взыскания
- Строгий выговор с предупреждением «за ненадлежащее исполнение должностных обязанностей, допущенные в работе недостатки» (04.06.2012).
- Строгий выговор с прежупреждением «за ослабление контроля над деятельностью подведомственных структур и допущенные в работе недостатки» (16.01.2014).[11]
- Строгий выговор «за ненадлежащее исполнение должностных обязанностей, ослабление контроля над деятельностью подведомственных служб» (04.10.2016).[12][13]
- Выговор «за ненадлежащее исполнение должностных обязанностей, ослабление дисциплины среди подчинённого личного состава» (16.11.2016).[10][14]
- Строгий выговор «за ненадлежащее исполнение должностных обязанностей, ослабление контроля над соблюдением дисциплины среди сотрудников подведомственных структур» (16.07.2017).[15]
- Строгий выговор с последним предупреждением «за допущенные недостатки в подборе и расстановке кадров» (30.05.2018).[16][17]